# Риб'яче око

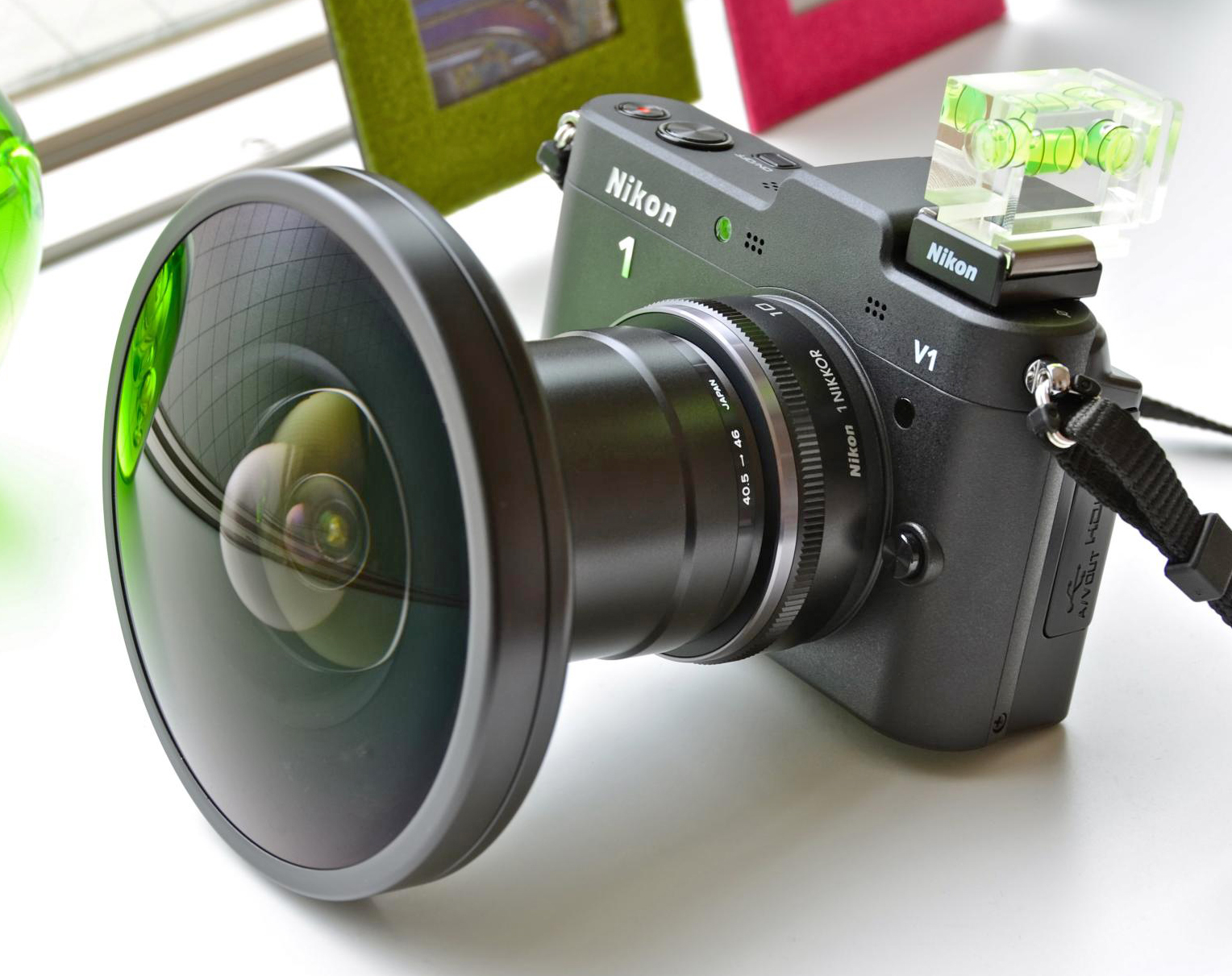
Риб’яче око в Nikon 1 V1

Риб’яче око — об'єктив, особливістю якого є дуже широкий кут зору, який створює сильне викривлення. Призначений для створення широкого панорамного або напівсферичного зображення.
Риб’яче око було винайдено в 1906  американським фізиком і винахідником Робертом Вудом(Robert W. Wood). Ідея базувалась на природному явищі, коли риба бачить пів сфери з-під води (явище, що відоме під назвою Вікно Снеліуса). Перше практичне застосування почалось в 1920-х роках. Кут зору зазвичай лежить в проміжку між 100 і 180 градусами.

### Кругове риб'яче око

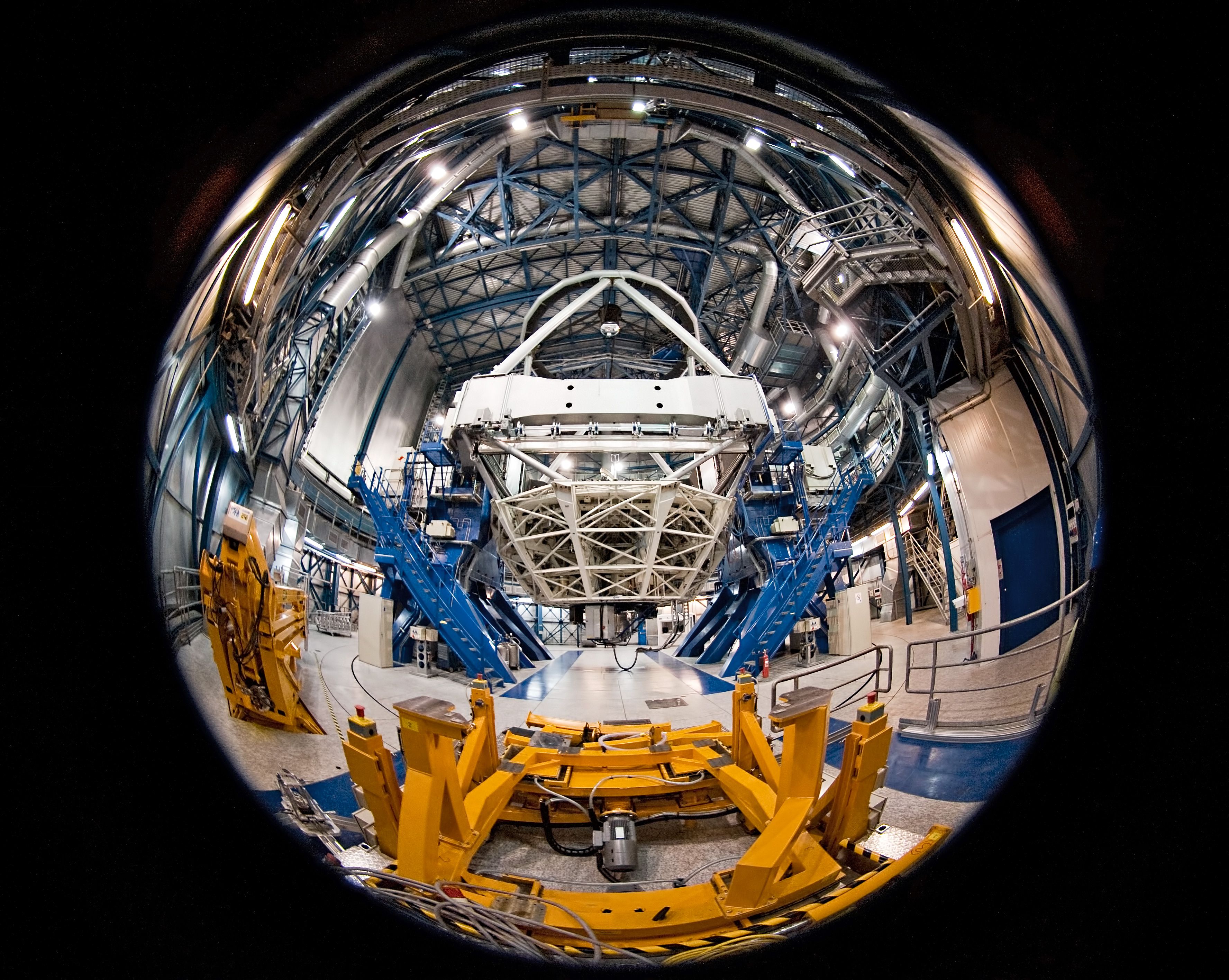
Зображення ESO у VLT зроблене на об'єктиві риб'яче око.

## Функція відображення
Відображення бічного об'єкта призводить до викривлення позиції на кадрі від центру зображення. Спосіб як здійснюється це перетворення задається функцією відображення. Відстань точки від центру зображення 'r' залежить від фокусної відстані оптичної системи 'f', і кута від оптичної осі 'θ', де 'θ' задається в радіанах.
{\displaystyle r={\begin{cases}{f \over k}\tan({k\theta }),&{\mbox{for }}0<k\leq 1\\f\theta ,&{\mbox{for }}k=0\\{f \over k}\sin({k\theta }),&{\mbox{for }}-1\leq k<0\end{cases}}}
Чим менше значення {\displaystyle k}, тим більше стиснуте зображення по краях.

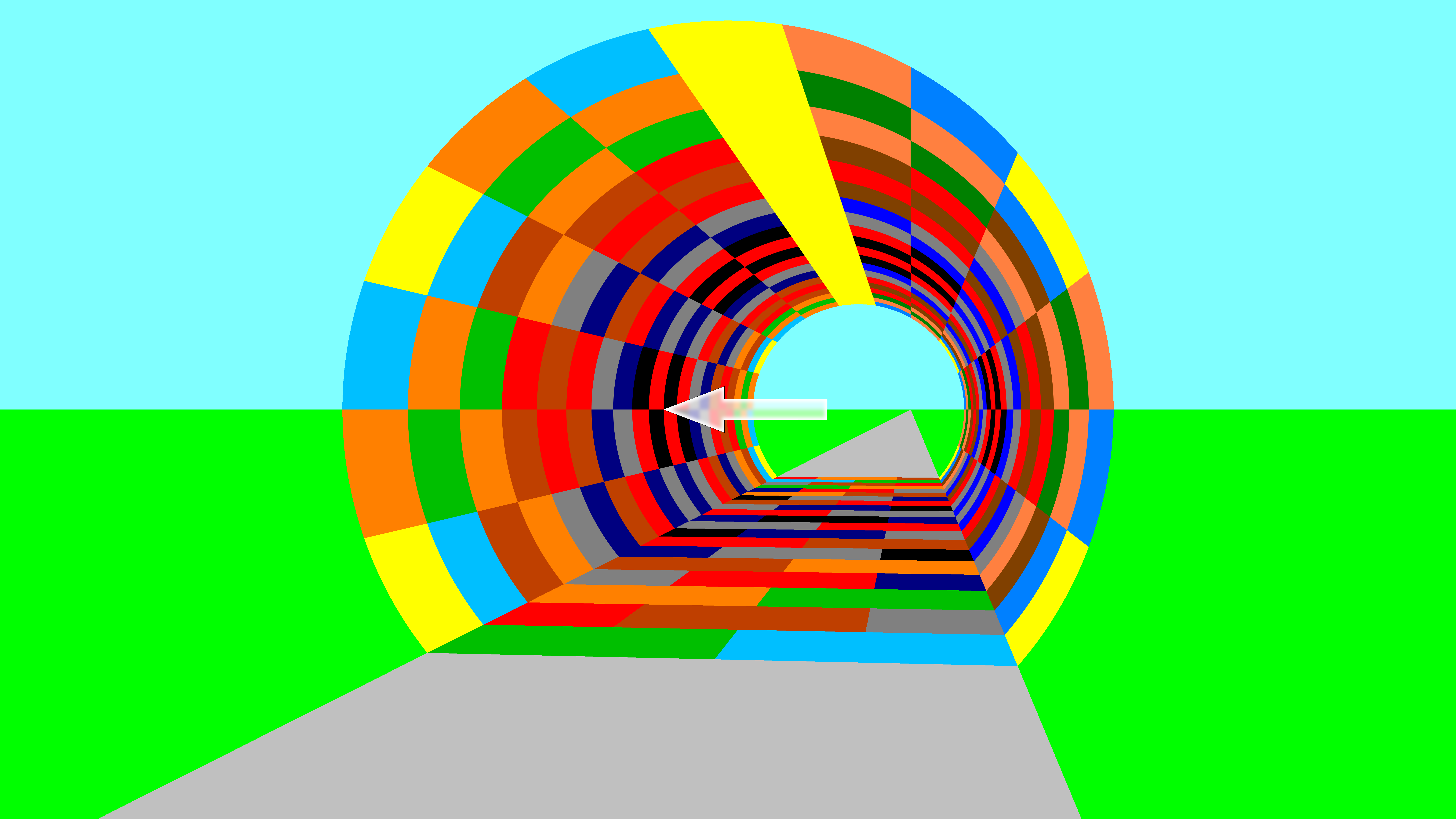
Тунель буде сфотографовано камерою, що дивиться з середини на ліву стіну.

### Звичайний (не риб'яче око) об'єктив

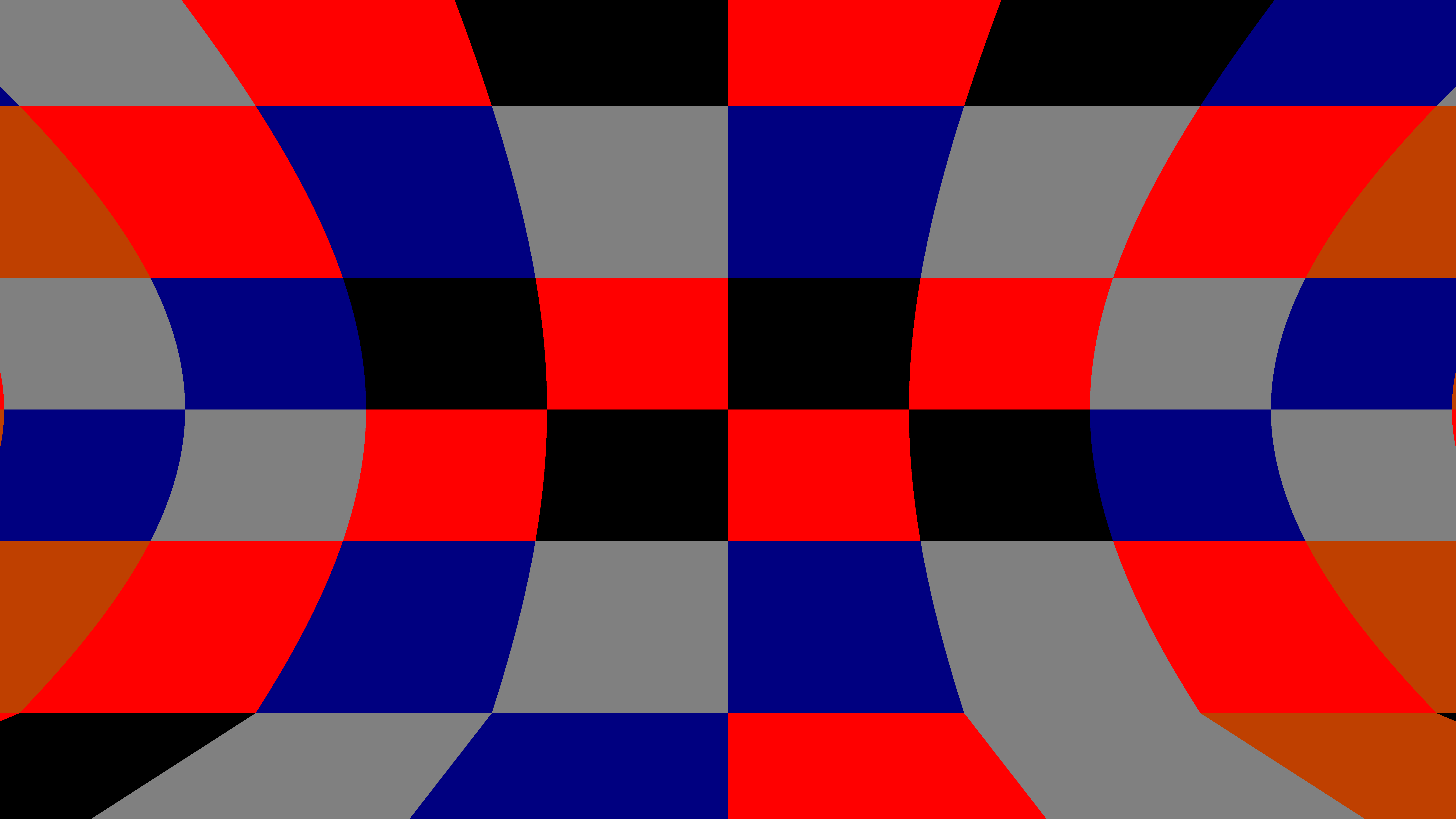
Гномонічне
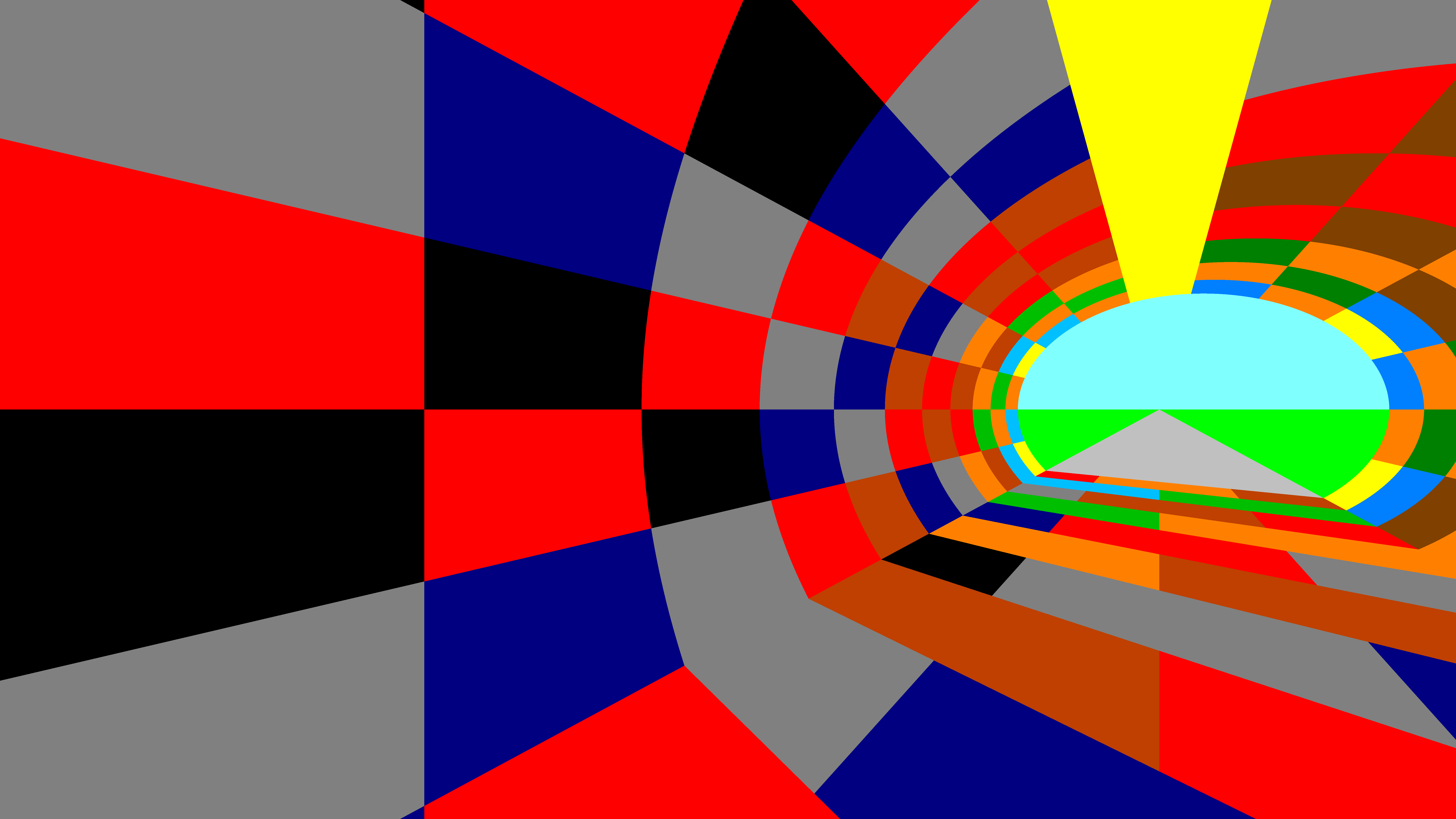
Гномонічне, поворот вправ на 40°

- Гномонічне відображення (перспективне): {\displaystyle r=f\tan(\theta )}. Аналогічне камері з точковою діафрагмою. Прямі лінії залишаються прямими (немає дисторсії). Кут {\displaystyle \theta } має бути меншим за 90°. Кут апертури зафіксований симетрично відносно оптичної осі і має бути меншим за 180°. Широкі кути апертури важко проєктувати і приводять до високих цін.

### Риб'яче око
Об'єктиви риб'яче око можуть мати різні функції відображення:

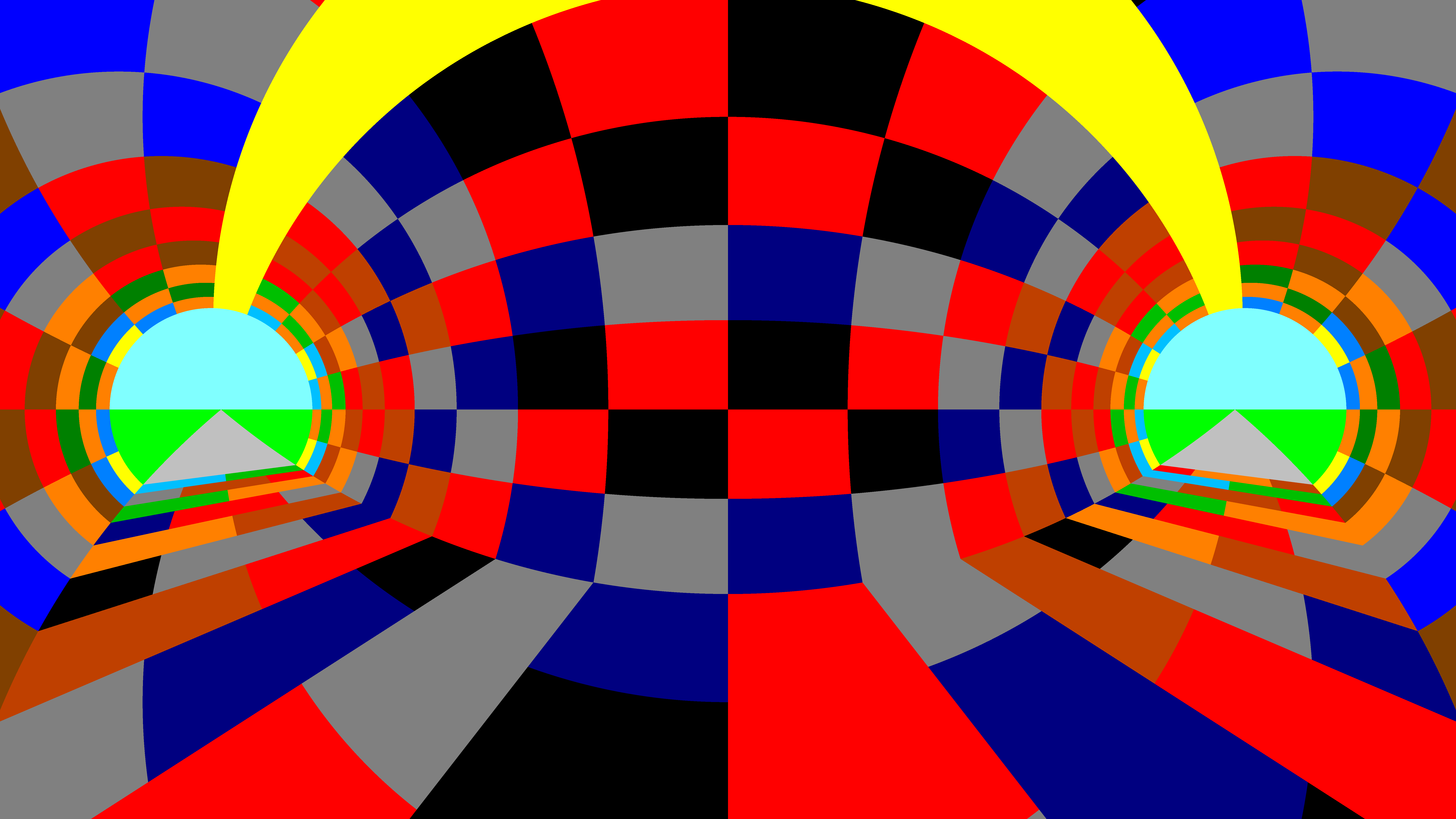
Стереографічна
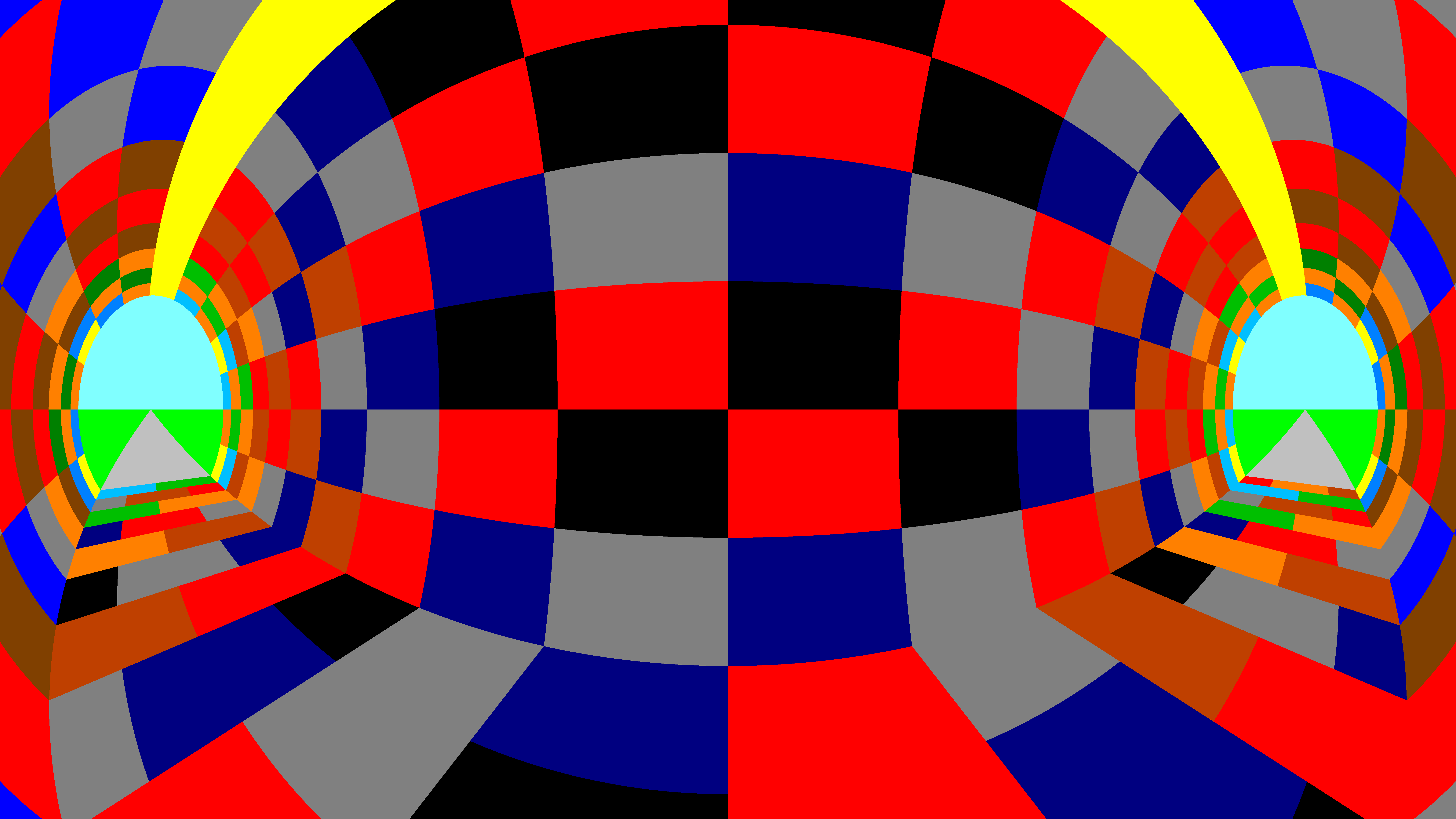
Еквідистантна
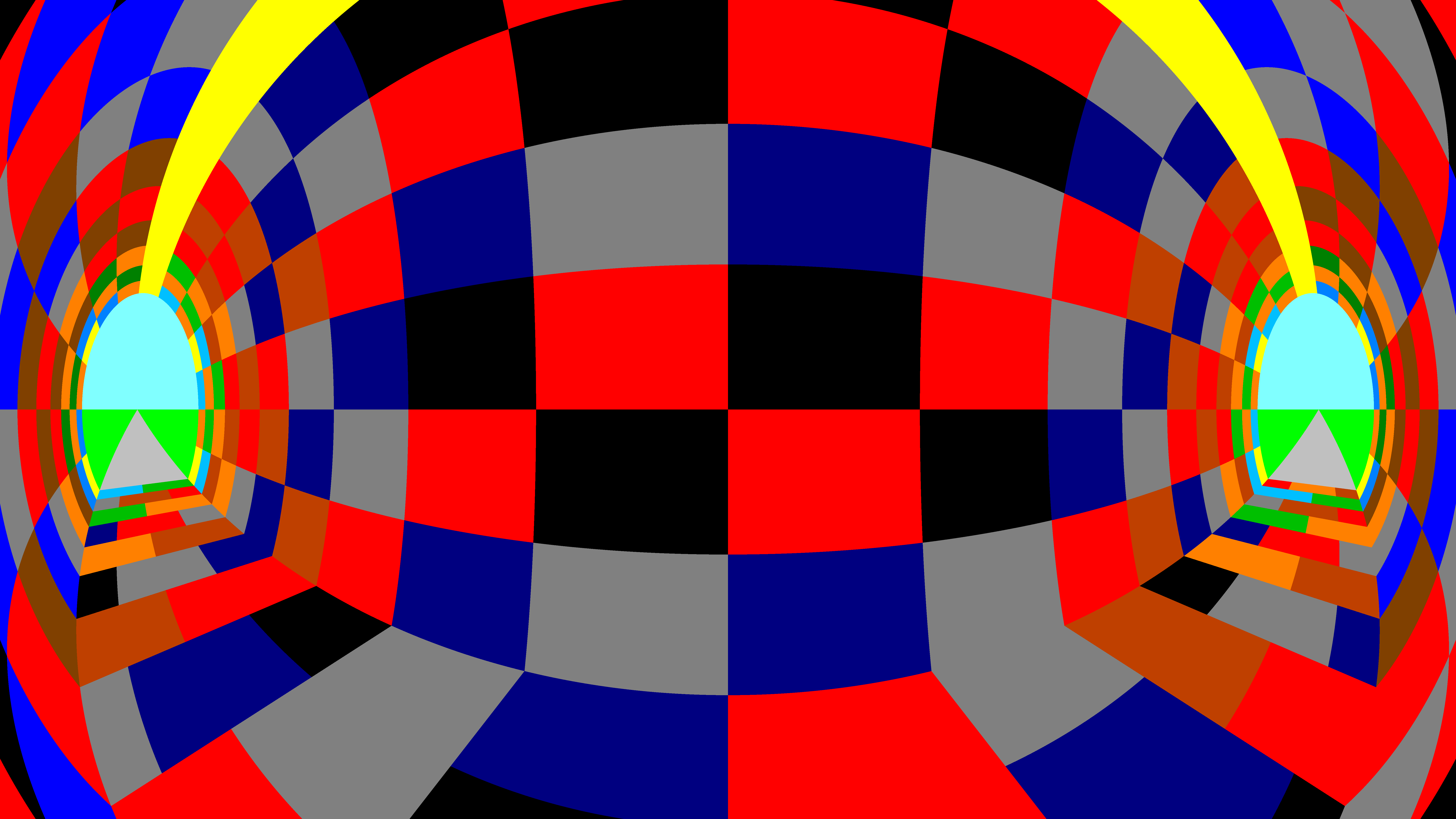
Еквітілесний кут
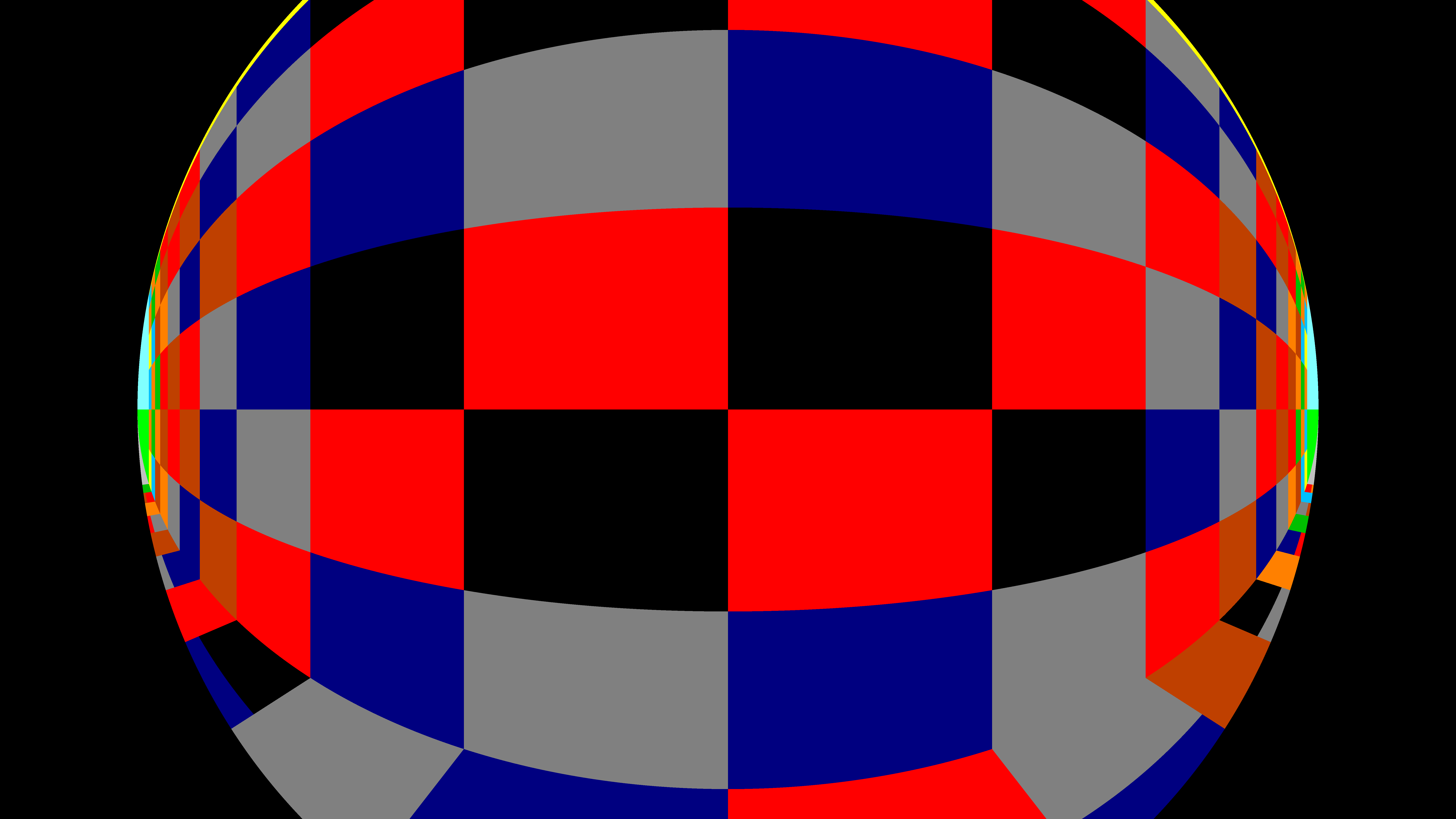
Ортографічна

- Стереографічна (конформаційна): {\displaystyle r=2f\tan(\theta /2)}. Зберігає кути. Таке відображення буде ідеальним для фотографів, оскільки воно не стискає значно граничні об'єкти. Samyang є єдиним виробником, який виробляє такі об'єктиви, але вони доступні і під іншими марками. Це відображення просто реалізується програмно.
- Еквідистантна (лінійно масштабована): {\displaystyle r=f\cdot \theta }. Зберігає кутові відстані. Практична до кутових вимірювань (наприклад, зоряних карт). Програмний продукт PanoTools використовує цей тип відображення.
- Еквітілесний кут (однакова площа): {\displaystyle r=2f\sin(\theta /2)}. Зберігає співвідношення площин. Кожен піксель стягує однаковий тілесний кут, або однакову площу на одиничній сфері. Виглядає як відображення на дзеркальному шарі, найкращий спец. ефект (неспотворені відстані), що підходить для порівняння площин (визначення градації хмари). Цей тип є популярним, але він стискає крайові об'єкти. Ціни на такі об'єктиви є високими, але не найбільшими.
- Ортографічна: {\displaystyle r=f\sin(\theta )}. Зберігає плоску освітленість. Виглядає так ніби оточення лежить на сфері із максимальний кутом апертури < max. 180°.

- Інші функції відображення (наприклад Panomorph об'єктиви) для збільшення кута огляду лінз риб'яче око.

За допомогою спеціальних програм, викривлене округле зображення, які робляться за допомогою об'єктивів риб'яче око можна зобразити у вигляді традиційної прямолінійної проєкції. Хоча це призведе до деякої втрати деталей на краях кадру, така техніка може побудувати зображення з більшим кутом огляду ніж на прямолінійних об'єктивах. Практично це корисно при створенні панорамних зображень.
Всі типи камер риб'яче око викривляють прямі лінії. Кути апертури із значенням 180° або більше можливі лише із значною бочкоподібною дисторсією.